# Microcharops granulosus
Microcharops granulosus är en stekelart som beskrevs av Gupta 1987. Microcharops granulosus ingår i släktet Microcharops och familjen brokparasitsteklar. Inga underarter finns listade i Catalogue of Life.